# Dilane Bakwa
Dilane Bakwa (Créteil, 26 agosto 2002) è un calciatore francese, attaccante dello Strasburgo.

## Caratteristiche tecniche
È un centravanti.

## Carriera

### Club
Cresciuto nel settore giovanile del Bordeaux, debutta in prima squadra il 27 settembre 2020 giocando l'incontro di Ligue 1 pareggiato 0-0 contro il Nizza.
Nell'estate del 2023 viene ceduto allo Strasburgo, altro club della prima divisione francese.

### Nazionale
Ha giocato nelle nazionali giovanili francesi Under-16, Under-17 ed Under-21.

## Statistiche

### Presenze e reti nei club
Statistiche aggiornate all'8 dicembre 2024.
| Stagione          | Squadra           | Campionato        | Campionato | Campionato | Coppe nazionali | Coppe nazionali | Coppe nazionali | Coppe continentali | Coppe continentali | Coppe continentali | Altre coppe | Altre coppe | Altre coppe | Totale | Totale | Totale |
| Stagione          | Squadra           | Comp              | Pres       | Reti       | Comp            | Pres            | Reti            | Comp               | Pres               | Reti               | Comp        | Pres        | Reti        | Pres   | Reti   |        |
| ----------------- | ----------------- | ----------------- | ---------- | ---------- | --------------- | --------------- | --------------- | ------------------ | ------------------ | ------------------ | ----------- | ----------- | ----------- | ------ | ------ | ------ |
| 2018-2019         | Bordeaux 2        | N2                | 1          | 0          | -               | -               | -               | -                  | -                  | -                  | -           | -           | -           | 1      | 0      |        |
| 2019-2020         | Bordeaux 2        | N3                | 6          | 1          | -               | -               | -               | -                  | -                  | -                  | -           | -           | -           | 6      | 1      |        |
| 2020-2021         | Bordeaux 2        | N3                | 1          | 0          | -               | -               | -               | -                  | -                  | -                  | -           | -           | -           | 1      | 0      |        |
| 2021-2022         | Bordeaux 2        | N3                | 10         | 1          | -               | -               | -               | -                  | -                  | -                  | -           | -           | -           | 10     | 1      |        |
| Totale Bordeaux 2 | Totale Bordeaux 2 | Totale Bordeaux 2 | 18         | 2          |                 | -               | -               |                    | -                  | -                  |             | -           | -           | 18     | 2      |        |
| 2020-2021         | Bordeaux          | L1                | 7          | 0          | CF              | 1               | 0               | -                  | -                  | -                  | -           | -           | -           | 8      | 0      |        |
| 2021-2022         | Bordeaux          | L1                | 5          | 0          | CF              | -               | -               | -                  | -                  | -                  | -           | -           | -           | 5      | 0      |        |
| 2022-2023         | Bordeaux          | L1                | 36         | 5          | CF              | 3               | 0               | -                  | -                  | -                  | -           | -           | -           | 39     | 5      |        |
| Totale Bordeaux   | Totale Bordeaux   | Totale Bordeaux   | 48         | 5          |                 | 4               | 0               |                    | -                  | -                  |             | -           | -           | 52     | 5      |        |
| 2023-2024         | Strasburgo        | L1                | 31         | 3          | CF              | 4               | 2               | -                  | -                  | -                  | -           | -           | -           | 35     | 5      |        |
| 2024-2025         | Strasburgo        | L1                | 14         | 2          | CF              | -               | -               | -                  | -                  | -                  | -           | -           | -           | 14     | 2      |        |
| Totale Strasburgo | Totale Strasburgo | Totale Strasburgo | 45         | 5          |                 | 4               | 2               |                    | -                  | -                  |             | -           | -           | 49     | 7      |        |
| Totale carriera   | Totale carriera   | Totale carriera   | 111        | 12         |                 | 8               | 2               |                    | -                  | -                  |             | -           | -           | 119    | 14     |        |